# 잔피에로 콤비
잔피에로 콤비(이탈리아어: Gianpiero Combi dʒamˈpjɛːro ˈkombi[*]; 1902년 11월 20일, 피에몬테 주 토리노 ~ 1956년 8월 12일, 리구리아 주 임페리아)는 이탈리아의 전 축구 선수로, 현역 시절 골키퍼로 활동했다. 그는 현역 시절 전부를 유벤투스에서 보냈는데, 그 당시 5번의 이탈리아 리그 우승을 거두었다. 국제 무대에서, 그는 이탈리아 국가대표팀 일원으로 1934년 월드컵과 2번의 중부 유럽 국제컵(1930년과 1935년) 우승을 거두었고, 1928년에는 올림픽에서 동메달을 목에 걸었다.
콤비는 리카르도 사모라와 프란티셰크 플라니치카와 함께 1930년대 세계 최고의 수문장으로 명성을 떨쳤고, 이탈리아의 역대 최고 골키퍼를 언급하면 자주 거론된다. 1999년에 진행한 IFFHS 투표에서 그는 디노 초프에 이어 이탈리아 역대 최고 골키퍼 2위에 이름을 올렸고, 유럽 전체로는 리나트 다사예프와 함께 공동 16위에 이름을 올렸다.

## 클럽 경력
콤비는 1902년 11월 20일 피에몬테 주 토리노에서 출생하여 유벤투스 유소년부를 졸업했다. 그는 1922년 2월 5일에 밀란을 상대로 이탈리아 세리에 A 신고식을 치렀다.콤비는 현역 시절 전부를 유벤투스에서 보냈다. 그는 세리에 A에서 351번의 경기에 출전해 5번의 리그 우승을 거두었다. 이 중 첫 우승인 1925-26년에는 단 18골만을 허용했고, 뒤이어 1930-31 시즌, 1931-32 시즌, 1932-33 시즌, 그리고 1933-34 시즌에 연달아 우승해 유베의 첫 황금기에 리그 5연패에 일조했는데, 당시의 업적을 황금의 5년(Il Quinquennio d'Oro)으로 회자한다.

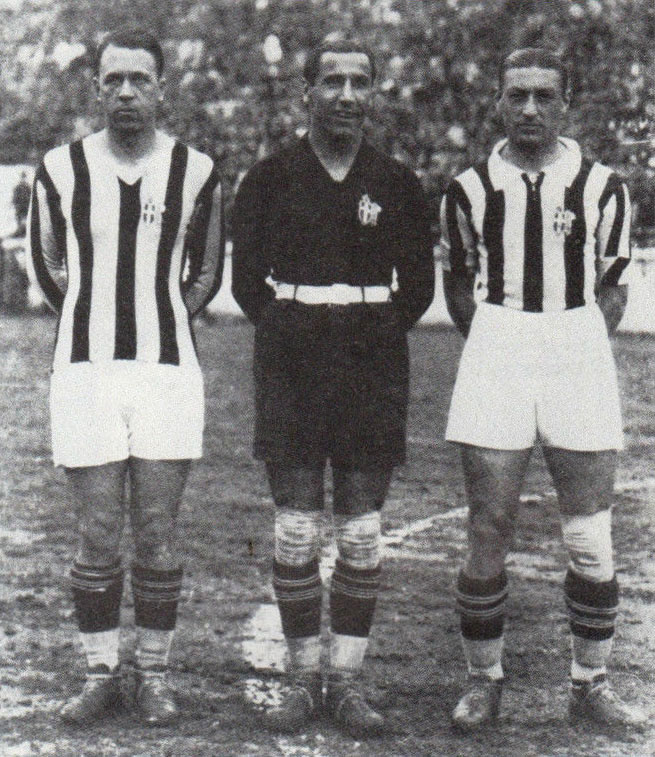
1930년대 유벤투스의 비르지니오 로세타, 잔피에로 콤비, 그리고 움베르토 칼리가리스

콤비는 비르지니오 로세타와 움베르토 칼리가리스와 함께 유벤투스와 이탈리아 국가대표팀의 탄탄한 수비벽을 구축했고,(이탈리아에서는 콤비-로세타-칼리가리스 삼총사(Trio Combi-Rosetta-Caligaris)로 불렸다) 1934년 4월 15일, 그는 2-1로 이긴 브레시아전에서 세리에 A 고별전을 치렀다. 콤비는 유벤투스에서 장장 13년을 활약하며 348번의 세리에 A 경기에 출전했고, 유벤투스가 1932년에서 1935년까지 4년 연속으로 4강에 올랐던 미트로파컵에도 16경기 출전해 총 370경기 출전으로 유벤투스의 골키퍼 역대 최다 출전 기록을 세웠고, 이 기록은 1970년대에 디노 초프가 476경기 출전으로 경신하기 전까지 40년 동안 유지했고, 뒤이어 1980년대에 377경기에 출전한 스테파노 타코니와 2010년대의 잔루이지 부폰이 526경기로 경신했다.

## 국가대표팀 경력
콤비의 첫 이탈리아 국가대표팀은 부다페스트에서 21세의 나이로 치른 헝가리와의 경기로, 이 경기에서 1-7 대패를 당했다. 그는 1년 후 7경기 만에 랑고네, 주세페 밀라노, 그리고 바카니로 구성된 기술위원회가 그를 1925년 3월 22일에 토리노에서 치를 프랑스 국가대표팀과의 경기에서 푸른 군단(Azzurro)의 수문장으로 기용하면서 경기에 복귀했다. 이 경기는 마실리아 로 경기장에서 열렸고, 이번에는 푸른 군단이 대승을 거두었는데, 결과가 무려 7-0이었다. 이 경기를 기점으로 콤비는 이어지는 10년 동안 붙박이 주전으로 활동했고, 그 외에 다른 수문장이 이탈리아 골대 사이에 서는 일이 거의 없었다.
암스테르담에서 1928년 하계 올림픽이 열릴 당시, 콤비는 선수단 일원으로 활약해 대회 내내 이탈리아의 골문을 지켰다: 스페인과의 8강전 정규 경기는 1-1로 끝났는데, 재경기에서는 7-1로 이기고 준결승에 올랐다. 비록 우루과이와의 준결승전을 2-3으로 패했으나, 이집트와의 3위 결정전을 11-3으로 이기고 유종의 미를 장식했다. 1928년 6월 10일, 암스테르담 올림픽 경기장에서 열린 경기 결과로 푸른 군단(Azzurri)는 사상 첫 국제대회 입상 실적을 올렸다: 제9회 하계 올림픽에서 동메달을 목에 걸었다.
뒤이어 여러 대회에서 승승장구했는데, 뒤이어 유럽 네이션스컵의 전신으로 중부 유럽 국가대항전인 중부 유럽 선수권 대회의 초대 대회에서도 정상을 차지했다. 이 대회에서 이탈리아는 마티아스 진델라가 출전한 오스트리아에 빈에서 0-3으로 완패했지만, 취리히에서 스위스에 3-2, 볼로냐에서 체코슬로바키아에 4-2, 그리고 헝가리와의 1930년 5월 11일 최종전까지 나머지 경기를 모두 이기며 대회 정상에 올랐다.
콤비는 1931년 11월 15일에 자신의 33번째 이탈리아 국가대표팀 경기 출전을 주장 완장을 차고 자축했다.

### 1934년 월드컵

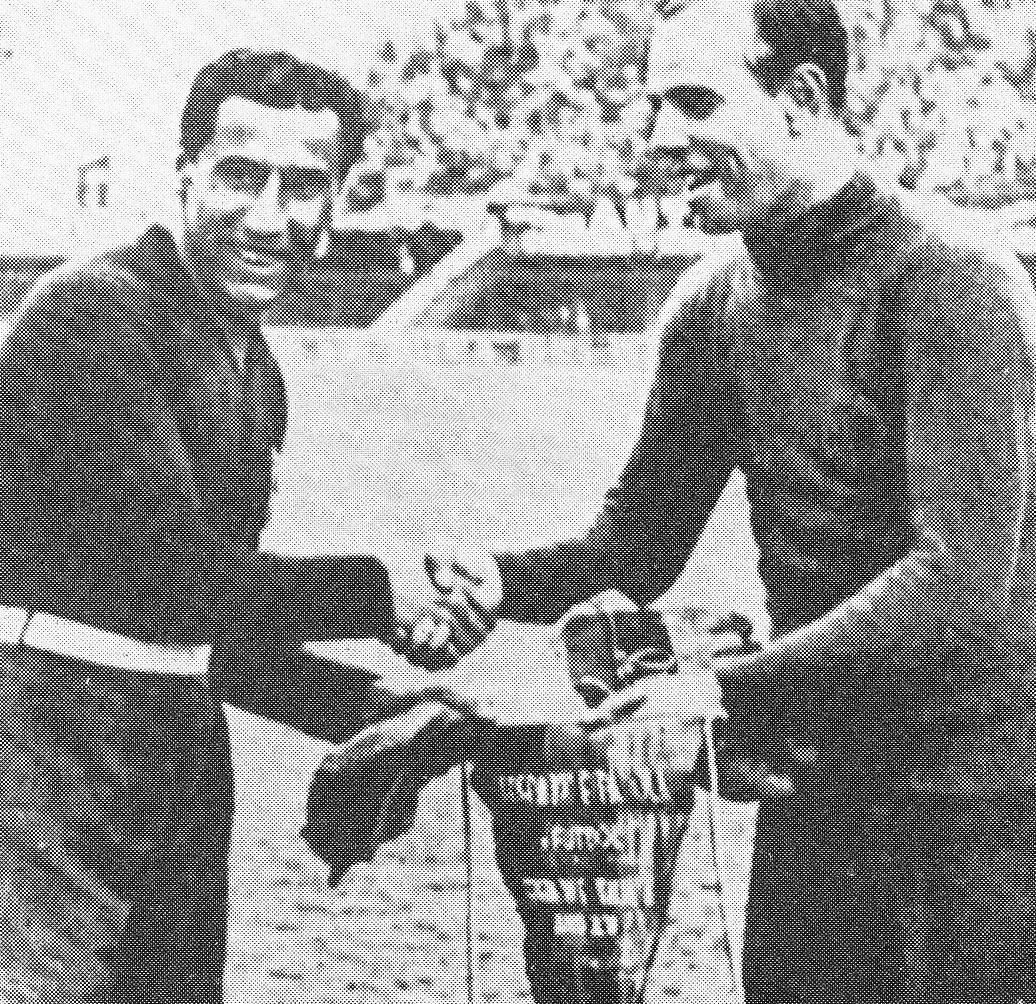
1934년 월드컵에서 8강전을 앞둔 이탈리아의 수문장이자 주장인 콤비(왼쪽)와 스페인 국가대표팀에서 같은 지위를 맡은 리카르도 사모라

1934년 초에 31세의 잔피에로 콤비는 현역 은퇴 준비에 들어갔다. 그는 이 과정에서 유벤투스에서는 이탈리아 리그 개인 통산 5번째 리그 우승을(동시에 당시 역대 최다인 4연속 우승) 향해 순항했고, 국가대표팀에서는 40경기 넘게 출전했다. 이 시기에 인테르나치오날레 신예 카를로 체레솔리 골키퍼가 가파르게 성장했다. 체레솔리는 신고식에서 국가대표팀의 1934년 월드컵 예선전에서 그리스를 밀라노에서 4-0으로 완파해 안방에서 여름에 열릴 본선행을 견인했다. 그러나, 비토리오 포초 국가대표팀 감독은 그에게 연륜이 국가대표팀에 큰 도움이 될 것이라고 대회 전까지 은퇴를 미룰 것을 설득하고, 콤비를 이탈리아 선수단에 발탁시켜, 나치오-유베(Nazio-Juve) 조합의 선수단을 구축했다. 대회 개막 몇 주 전의 훈련에서, 피에트로 아르카리가 찬 공이 체레솔리의 한 팔을 골절시켰다. 그 결과 체레솔리는 월드컵에서 낙마해 콤비가 다시 이탈리아 국가대표팀 주전 수문장을 맡아 푸른 군단(Azzurri)의 세계 최고 축구 대회 첫 출전을 이끌 특명을 받았다.
1934년 5월 27일에 로마의 국가 파시스트당(P.N.F)의 국립 경기장 열린 이탈리아의 첫 월드컵 경기에서 미국과 맞붙었다. 푸른 군단(Azzurri)는 상대를 7-1로 제압했는데, 이 경기에서 안젤로 스키아비오가 해트트릭을 완성했고, 라이문도 오르시가 2골을 넣었으며, 조반니 페라리와 메아차가 나란히 1골을 신고했다. 이탈리아는 이어지는 8강전에서 또다른 거성 수문장 리카르도 사모라가 버티는 스페인을 상대했다. 8강전은 1934년 5월 31일에 피렌체의 시립 경기장에서 열렸다. 스페인은 이 경기에서 이탈리아에 껄끄러운 상대임을 증명했는데, 기동력과 힘에서 용호상박이었던 양측은 연장전 끝에 1-1로 비겼다. 이튿날 열린 재경기에서 이탈리아는 4명, 스페인은 7명의 선수를 교체해 격돌했다. 이탈리아는 이 경기에서 메아차의 결승골에 힘입어 1-0 승리를 거두었다.

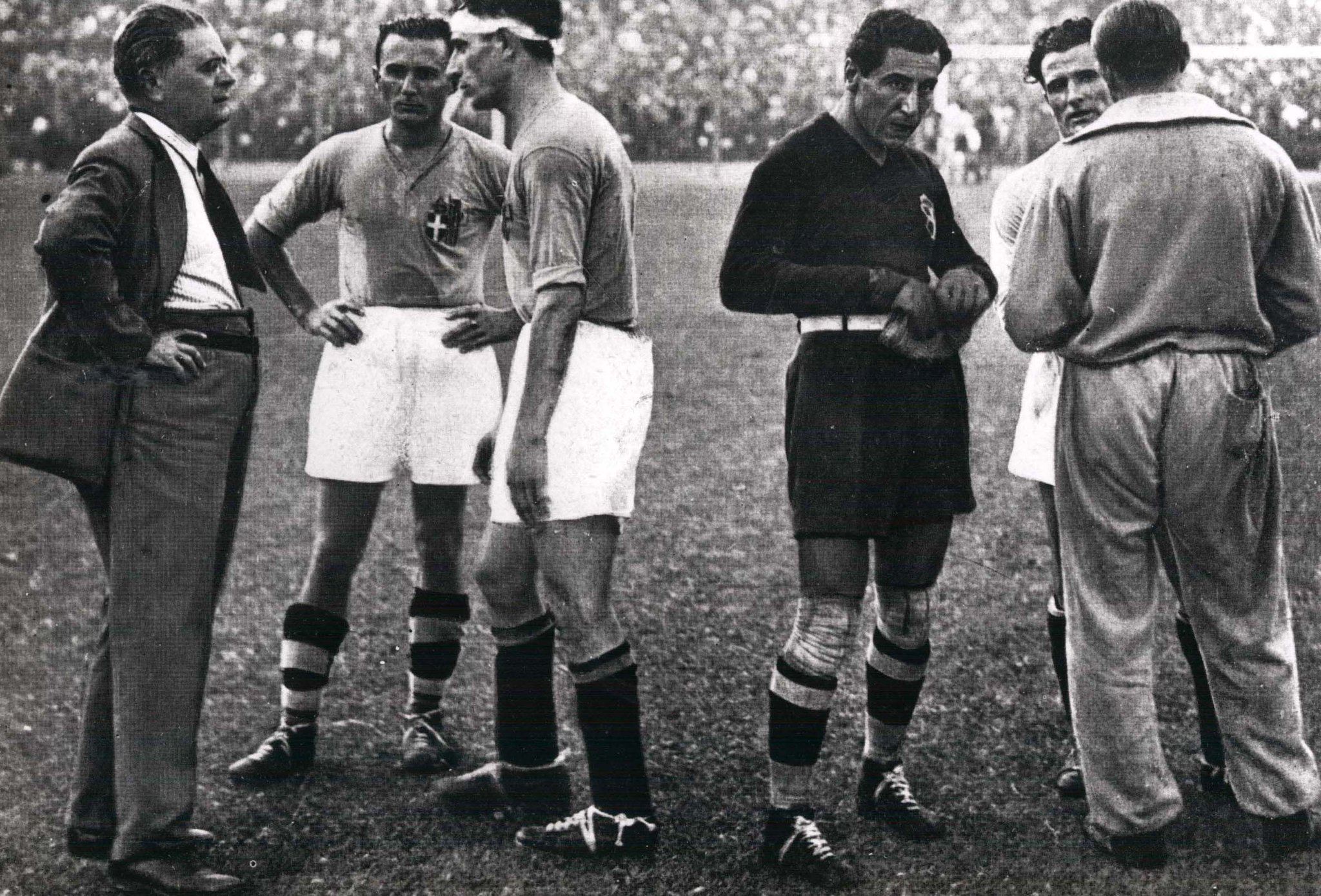
왼쪽에서 오른쪽으로: 포초 이탈리아 감독, 몬첼리오, 베르톨리니, 콤비, 몬티(반쯤 가려짐), 그리고 카르카노 수석 코치(뒤돌아봄)가 체코슬로바키아와의 연장전을 앞두고 논의하는 모습.

이탈리아의 준결승 상대는 불가사의 군단(Wunderteam) 오스트리아였는데, 이들은 4개월 전에 토리노에서 이탈리아를 2-4로 이겼었다. 이 경기는 밀라노의 산 시로 축구 전용 구장에서 6월 3일에 열렸는데, 푸른 군단(Azzurri)는 엔리코 과이타의 1-0 결승골로 결승에 올랐다. 같은 경기에서 콤비는 두 차례 훌륭한 선방으로 이탈리아의 골문을 끝까지 막아냈다. 결승전은 로마에서 1934년 6월 10일에 테코슬로바키아를 상대로 열렸다. 1차전은 득점 없이 끝났지만, 71분에 예상 외로 안토닌 푸츠가 콤비를 제압하고 이탈리아 골문을 열었다. 10분 후 오르시가 동점골을 기록해 경기를 연장전으로 끌고 갔다. 소란스러운 관중들의 도움으로, 포초 감독도 질세라 경기장을 종횡무진 돌아다니며 선수들에게 계속해서 지시를 전달했고, 이탈리아는 스키아비오의 역전골로 우승을 거두어 세계 정상에 섰다. 잔피에로 콤비는 이 대회 510분동안 3골만을 내주었고, 선수단 주장으로서 독재자 베니토 무솔리니로부터 쥘 리메 컵을 받았다.

## 은퇴 후
월드컵 1년 후인 1935년 11월, 콤비는 국제 대회 8경기 중 5경기에 출전하고 빠진 가운데 이탈리아가 1번 더 국제 대회 우승을 거두었다. 그는 총 47번의 국가대표팀 경기에 출전했는데, 이 중 5번의 경기에서 주장 완장을 찼다.
그는 축구화를 벗은 후에도 축구에 대한 열정을 잃지 않았고, 유벤투스의 여러 비공식 직위를 맡았다. 그는 기술진에 조언을 주기도 했으며, 스카웃으로도 근무했다. 1951년, 이탈리아 축구 연맹은 기술위원회 직위를 콤비에게 내주며, 카를리노 베레타와 토니 부시니와 함께 이 직위를 맡았다. 이들은 1951년 4월 8일부터 11월 25일까지 7개월 동안 국가대표팀을 이끌었고, 이탈리아는 이 기간동안 5경기를 치러 무패로 마쳤다. 이 시기에 치른 5경기에서 포르투갈과 프랑스에 각각 4-1로 이겼고, 유고슬라비아와는 0-0으로, 스웨덴과 스위스와는 1-1로 비겼다.
그는 1956년 8월 12일, 리구리아 주 임페리아에서 향년 53세로 영면에 들었다.

## 경기 방식

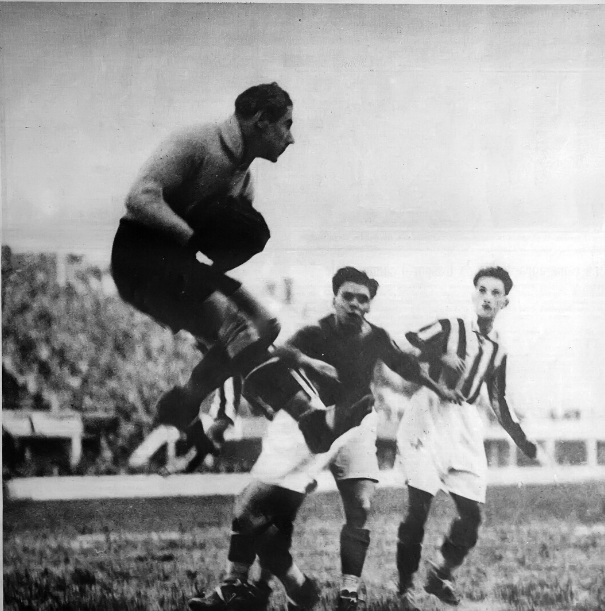
1928년, 백흑군단(Bianconeri)의 콤비

콤비는 비록 신체 조건이 골키퍼 치고는 작았으나, 통솔 능력을 장점으로 하며, 우아함, 민첩함, 지능, 선방력, 위치선정, 그리고 기술력과 결합해 정상급 솜씨를 선보였다. 현역 시절에 그는 과시적이기보다 꾸준함, 효율적인 경기 방식, 그리고 평정심으로 명성이 자자했지만, 필요한 경우 몸을 사리지 않고 뻗어 훌륭한 선방을 했다. 그는 역대 최고의 골키퍼로 거론되곤 한다.

## 기록
- 콤비는 이탈리아 리그 역사상 최초로 4연패를 기록한 수문장이다.[21]
- 그는 유벤투스 역사상 이탈리아 리그 최다 출전 9위를 기록했고, 모든 대회 통틀어 최다 출전 24위이다. 그는 유벤투스 골키퍼 역사상 최다 출전 4위로(370경기 출전), 스테파노 타코니, 디노 초프, 그리고 잔루이지 부폰 다음으로 많은 경기에 나섰다.[12]
- 콤비는 934분 무실점 기록을 세웠는데,[22] 1925–26 시즌에 이탈리아 기록을 세웠으나,[23] 이 기록은 잔루이지 부폰이 2015-16 시즌에 974분으로 경신했다.[24]

## 수상

### 클럽
유벤투스
- 세리에 A: 1925–26, 1930–31, 1931–32, 1932–33, 1933–34

### 국가대표팀
이탈리아 국가대표팀
- 월드컵: 1934
- 중부 유럽 국제컵
  - 우승: 1927-30, 1933-35
  - 준우승: 1931-32
- 하계 올림픽 동메달: 1928

## 기타
- 잔피에로 콤비는 디노 초프(1982년), 이케르 카시야스(2010년), 그리고 위고 요리스(2018년)와 함께 현재까지 4명밖에 없는 국가대표팀 주장 신분으로 월드컵을 우승한 골키퍼이다.[25]
- 콤비와 1934년 월드컵 결승전에서 맞붙은 프란티셰크 플라니치카는 월드컵 결승전에 나란히 출전한 유일한 골키퍼 겸 주장 한 쌍이다.[26]
- 그는 이탈리아에서 민첩하고 편안하면서도 믿음직한 선방으로 고무인간(Uomo di Gomma)으로 수식되었다.[1]
- 이탈리아에서 열린 유로 1980를 앞두고 토리노 시청에서는 시립 경기장 명칭 개칭을 검토했다. 유벤투스는 잔피에로 콤비 경기장(Stadio Gianpiero Combi)으로 개칭할 것을 제안했지만, 기각되었고, 경기장은 기존의 명칭으로 환원되었다.

## 같이 보기
- 원클럽맨 명단